# Clarence Hammar
Karl Adolf Clarence Hammar, född 23 juni 1899 i Solna, död 31 december 1989 i Österhaninge, var en svensk seglare.
Hammar seglade för KSSS. Han blev olympisk bronsmedaljör i Amsterdam 1928. Hammar är gravsatt på Norra begravningsplatsen utanför Stockholm.